# Dwars door Gendringen
La Dwars door Gendringen (lit. A través de Gendringen) va ser una ciclista neerlandesa d'un dia que es disputava a Gendringen, al municipi d'Oude IJsselstreek (Gelderland).
Creada al 1937 amb el nom de Ronde van Gendringen, a les primeres edicions va tenir curses separades per professionals i amateurs. Després de la Segona Guerra Mundial la cursa ja només estava reservada a ciclistes amateurs. El 1996 va adoptar el nom de Dwars door Gendringen i l'any següent es va obrir als corredors professionals. L'última edició es va córrer al 2004.

## Palmarès
| - 1937 : Janus Hellemons (prof.) - 1937 : Gerrit Schulte (amat.) - 1938 : Aad van Amsterdam (prof.) - 1938 : Cees Hooyman (amat.) - 1939 : Aad van Amsterdam (prof.) - 1939 : Gerrit Hoeke (amat.) - 1951 : Wim Snijders - 1952 : Henk van de Broek - 1953 : George de Korte - 1954 : Wim Kouwenberg - 1955 : Joop van der Putten - 1956 : Willy Gramser - 1957 : Cor van Engeland - 1958 : Jo de Haan - 1959 : Cees Lute - 1960 : Cees Lute - 1961 : Cees Lute - 1962 : Piet Rentmeester - 1963 : Eddy Pels - 1964 : Cor Schuring - 1965 : Harry Steevens - 1966 : Henk Nieuwkamp - 1967 : Harrie Jansen - 1968 : Wim Holstede - 1969 : Henk Nieuwkamp - 1970 : Jan Bloed - 1971 : Arie Hassink - 1972 : Fedor den Hertog - 1973 : Herman Ponsteen - 1974 : Albert Scheffer | - 1975 : Jan Huisjes - 1976 : Bram van der Stelt - 1977 : Gerrit Moehlmann - 1978 : Ben Verhagen - 1979 : Frits Schur - 1980 : Gerrit Moehlmann - 1981 : Arie Hassink - 1982 : Herman Snoeyink - 1983 : Piet Kleine - 1984 : Geert Verwaaijen - 1985 : Erik Cent - 1986 : Erik Cent - 1987 : Frank Rijkhoff - 1988 : Roel Palmers - 1989 : Herman Reesink - 1990 : John de Haas - 1991 : Jeroen Hermes - 1992 : Erwin Kistemaker - 1993 : Rob Froeling - 1994 : Rob Froeling - 1995 : Marcel Vrogten - 1996 : Daniel Sjöberg - 1997 : Godert de Leeuw - 1998 : Servais Knaven - 1999 : Jeroen Blijlevens - 2000 : Kees Hopmans - 2001 : Mindaugas Goncaras - 2002 : Ivan Quaranta - 2003 : Alessandro Petacchi - 2004 : Stefan van Dijk |